# バーミンガム・スモール・アームズ
バーミンガム・スモール・アームズ（Birmingham Small Arms Trade Association、BSA）はイギリスにかつて存在した軍用及びスポーツ用小銃、自転車、オートバイ、自動車、バス車体（コーチ）のメーカーである。
イングランドのバーミンガムは高性能な小銃の産地として知られていた。BSAは、元々バーミンガムで鍛冶屋と機械加工業を営んでいた14人によって結成された「バーミンガム小型武器取引協会」（Birmingham Small Arms Trade Association）を発祥とする。20世紀に入ってからオートバイ製造に参入し、一時は世界最大のオートバイメーカーであった。

## 歴史
- 1861年 - 武器の製造、流通の組合として結成された。
- 1880年頃 - 自転車製造を始めた。
- 1903年 - オートバイ部品の製造を始めた。
- 1910年 - 3.5馬力のエンジンを搭載したオートバイを発売。
- 1913年 - 3速トランスミッションを開発。
- 1922年 - 『スローパー』エンジンの原型を発表。
- 1929年 - 『レッドスター』発売。
- 1932年 - 『ゴールドスター』発売。
- 1952年 - モーターサイクル部門がBSAモーターサイクルとして独立。
- 1957年 - 自転車部門がラレー（Raleigh Bicycle Company）に売却された。

## 代表的な製品

### スローパーエンジン
単気筒ガソリン350 cc OHV。故障しないことからトライアル、ヒルクライム、スクランブルレースで多用された。

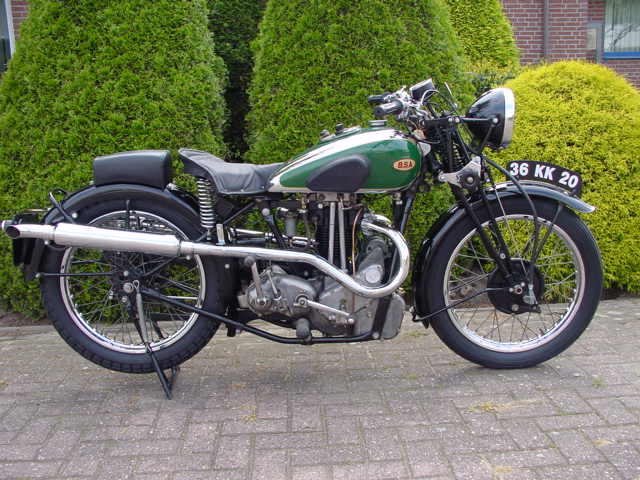
ブルースター（1935年）

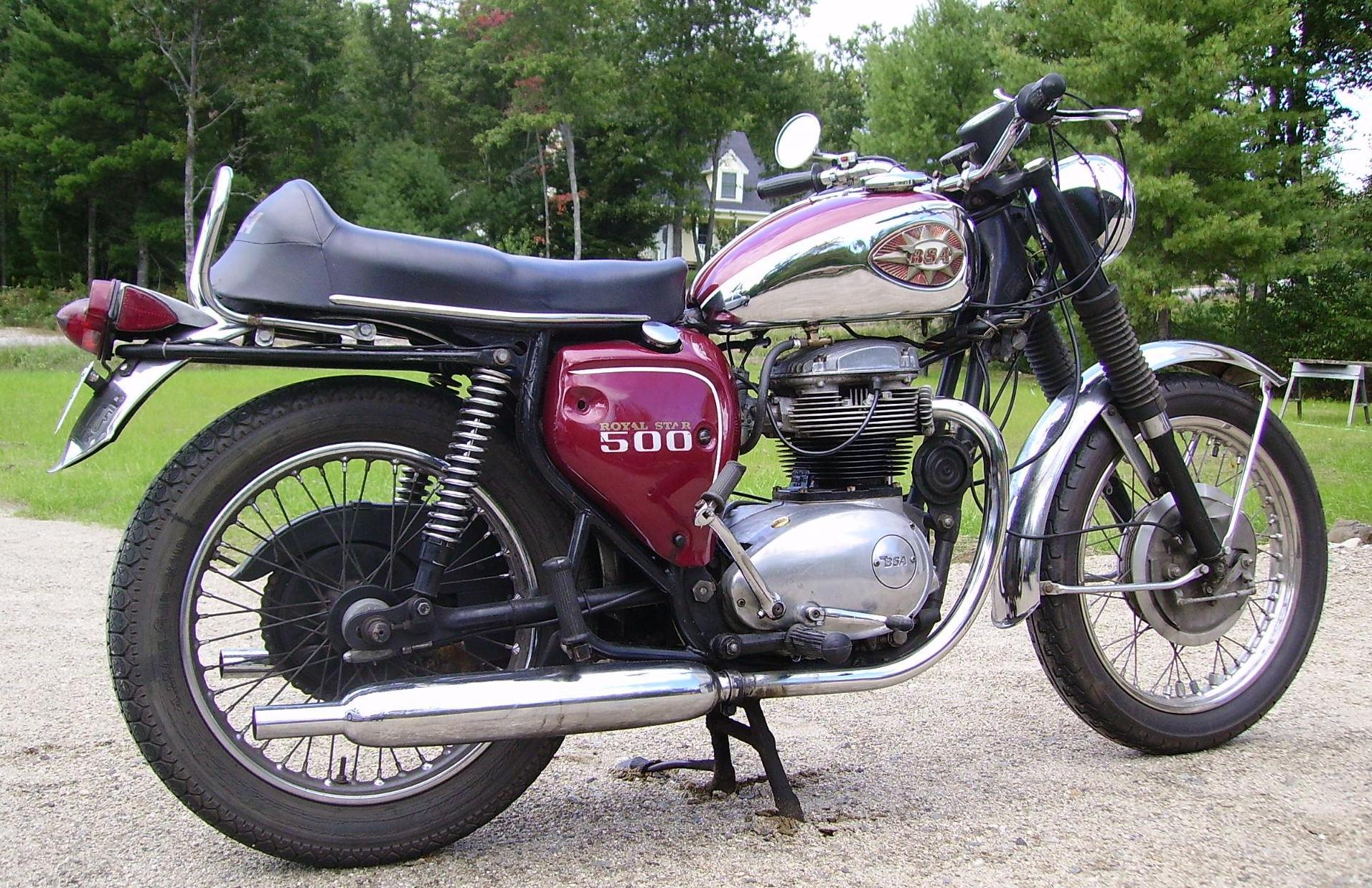
ロイヤルスター（1969年）

### スター
スローパーエンジンにハイカム、高圧縮仕様のピストンとシリンダーを組込んだハイパワーエンジンを搭載した際、外観でも分かるように赤い星のマークをタンクに装着した。これが『レッドスター』で、この後ハイチューンモデルには『ブルースター』『シルバースター』『エンパイアスター』『ゴールドスター』『ロイヤルスター』など、星のマークがつけられるようになった。